# Reparto artificieri della Polizia di Stato
Il Reparto artificieri della Polizia è una specialità della Polizia di Stato che si occupa di emergenze in cui ci sono organi di esplosione, si occupano della messa in sicurezza dell'area e del disinnesco della bomba.

## Formazione
Al termine di un'attenta selezione fisica e psicologica, i candidati che vogliono ottenere la qualificazione devono frequentare, per qualificarsi, i corsi per operatore EOD e operatore IEDD, tenuti presso il Centro addestramento contro ostacolo della Scuole del genio dell'Esercito che provvede ad addestrare gli operatori dell'Esercito, dell'Aeronautica, della Marina e delle forze dell'ordine come Polizia e Carabinieri.
La pregressa denominazione li divideva in due livelli:  artificieri ordinari ed artificieri antisabotaggio.  Con il recepimento a livello intereuropeo delle normative standard operative EODP3 ed A-EODP3 l'attuale definizione tecnica è:
- Specialisti EOD I e II livello (Explosive Ordnance Disposal), che intervengono su tutto il materiale di origine militare "regolamentare", cioè gli ordigni in servizio presso le forze armate e nella NATO, relativamente al 1º livello EOD e successivamente il 2º livello EOD che abilita al riconoscimento e alle operazioni di bonifica di tutti gli ordigni esplosivi regolamentari, inclusi i residuati bellici. Questa attività è compito di personale con qualifica EOD sia in territorio nazionale che all'estero viene effettuata anche dagli artificieri della Polizia di stato in quanto questo tipo di operazioni, in ambito nazionale, presenta chiari obblighi e riferimenti normativi di ordine pubblico. La tutela dell'ordine pubblico è competenza esclusiva della Polizia di Stato e quindi tutte le operazioni ed azioni motivate da necessità ed urgenza a salvaguardia della normale convivenza civica ricadono sotto le normative di ordine pubblico.
- Specialisti EOR (Explosive Ordnance Recon), che intervengono per attività di ricognizione e valutazione del rischio riguardo possibili ordigni esplosivi di provenienza militare e residuati bellici.
- Specialisti IEDD (Improvised Explosive Device Disposal), che intervengono su tutti gli ordigni che vengono definiti "improvvisati" cioè tutti gli ordigni esplosivi confezionati in ambito terroristico.
- Specialisti WMD (Weapons of Mass Distruction), che intervengono in caso di incidente provocato dall'utilizzo di armi di distruzione di massa.
- Specialisti C-IED (Counter Improvised Explosive Device), che hanno una specifica qualificazione nella lotta agli IED cioè agli ordigni terroristici improvvisati.
- Specialisti CBRNe (Chemical Biological Radiological Nuclear explosive), che intervengono per fronteggiare l'incidente NBC e la minaccia della cosiddetta "bomba sporca" in collaborazione con i nuclei NBC dei vigili del fuoco
- Specialisti istruttori difesa CBRN (Chemical Biological Radiological Nuclear), che si occupano dell'addestramento/certificazione del personale operativo impiegabile nel caso di incidente/evento con materiali CBRN.
- Specialisti istruttori C-IED (C-IED Instructor), che si occupano dell'addestramento/certificazione del personale operativo impiegabile in tutte le attività C-IED e CBRNe.

Gli artificieri vengono selezionati in maniera molto accurata già in fase iniziale, su base strettamente volontaria, e sono quindi sottoposti a visite attitudinali psicofisiche che verranno in seguito ripetute tramite continui controlli a cadenza semestrale durante tutto l'arco della loro attività operativa.
Al termine degli accertamenti medici sostenuti vengono trasferiti presso scuole di formazione militare ove vengono duramente selezionati sino ad ottenere l'abilitazione di operatore EOD 1º livello e successivamente, se idoneo, di operatore IEDD.
Nessuno è abilitato EOD 2º livello (solo un Maresciallo dei Carabinieri, in servizio a Catanzaro, è l'unico abilitato EOD 2º livello nelle Forze di Polizia Italiane). Molti hanno anche frequentato corsi presso il Centro polizia scientifica di Roma che li ha qualificati all'investigazione dopo l'esplosione (Post Blast Investigator). Alcuni possono essere anche sottoposti a un'ulteriore selezione al termine della quale, se idoneamente valutati, sono inviati a partecipare ad attività interforze con paesi terzi per un ulteriore e specifico addestramento operativo nell'ambito degli incidenti provocati da WMD , TIM (Toxic Industrial Materials) e TIC (Toxic Industrial Chemicals) o di tipo CBRNe.
Seguendo la continua evoluzione della risposta necessaria per contrastare il loro avversario, di qualsiasi matrice ideologica o religiosa sia, molti sono anche stati qualificati come operatori su ordigni CBRN (chimici, batteriologici, nucleari), radiologici)  WMD (Weapons of Mass Distruction) sia in ambito nazionale che internazionale.

## Dati sull'attività
A seguito del decreto del 2003 che ha riorganizzato il Servizio artificieri antisabotaggio in seno alla III Divisione sono assegnati presso i "nuclei regionali" che sono diffusi su tutto il territorio nazionale. Queste disposizioni del Ministero dell'interno hanno definitivamente stabilito che l'attività EOR/EOD/IEDD in ambito nazionale, stante i chiari risvolti normativi che assume stante le necessità di ordine pubblico che coinvolge, è da considerarsi prioritaria per gli artificieri della Polizia di Stato.
Gli stessi operano normalmente in coppia e sono dotati di tutti gli apparati e supporti tecnologici che, allo stato dell'arte, vengono internazionalmente utilizzati per combattere anche la minaccia degli ordigni esplosivi improvvisati in tutte le loro forme (pacchi bomba, autobomba, attentati suicidi e con sostanze chimiche) sui quali hanno, ancor di più, una chiara e normata competenza esclusiva. Con inizio nel 1999 con la prima missione in Kosovo, con un elemento inviato come IPO (International Police Officer) nella missione UNMIK, una piccola aliquota molto selezionata di questi specialisti ha partecipato e partecipa come osservatori specializzati, in diverse missioni in ambito internazionale ed interforze. Un elemento venne inviato a missione internazionale in FYROM (Macedonia) mentre uno è attualmente ancora in servizio presso la missione EULEX.

## Motto
Il motto di questo reparto di specialisti è "Semel Errare Licet" ("Si sbaglia una volta sola").
Se si può dare un significato chiaro al motto, possiamo dire che sottolinea la unicità della possibilità di commettere un errore da parte di un artificiere.
Si suole dire, per stemperare la tensione, che "l'esplosione è il modo con il quale la bomba ti comunica che hai sbagliato mestiere".